# Pholeomyia indecora
Pholeomyia indecora är en tvåvingeart som först beskrevs av Friedrich Hermann Loew 1869.  Pholeomyia indecora ingår i släktet Pholeomyia och familjen sprickflugor. Inga underarter finns listade i Catalogue of Life.